# Championnat de Colombie de football 1981
Navigation
Saison précédente Saison suivante
La saison 1981 du Championnat de Colombie de football est la trente-quatrième édition du championnat de première division professionnelle en Colombie. Les quatorze meilleures équipes du pays disputent le championnat qui se déroule en trois phases :
- lors du Tournoi Ouverture, les équipes sont regroupées au sein d'une poule unique où elles s'affrontent deux fois, à domicile et à l'extérieur. Les deux premiers du classement final se qualifient pour les demi-finales du Cuadrangular, la phase finale nationale.
- le tournoi Clôture voit les équipes réparties en deux poules, qui sont composées des sept premiers du tournoi Ouverture dans le groupe A et des sept derniers dans le groupe B. Les équipes rencontrent une fois les équipes de l'autre poule, deux fois celles de leur groupe et trois fois une autre équipe avec qui elle forme une paire par tirage au sort. Les quatre premiers du groupe A et les deux premiers du groupe B se qualifient pour les demi-finales du Cuadrangular. À l'issue de cette phase, il n'y a ni promotion, ni relégation.
- le Cuadrangular débute par les demi-finales, où les huit qualifiés sont séparés en deux poules de quatre équipes et se rencontrent deux fois. Les deux premiers de chaque groupe rejoignent la poule finale, le Cuadrangular. L'équipe terminant en tête du Cuadrangular est sacrée championne et se qualifie pour la prochaine édition de la Copa Libertadores en compagnie de son dauphin.

C'est le club de l'Atlético Nacional qui remporte la compétition, après avoir terminé en tête du Cuadrangular, devant le Deportes Tolima et l'América de Cali. C'est le quatrième titre de champion de l'histoire du club.

## Les clubs participants
| - Independiente Santa Fe - CD Los Millonarios - Deportes Tolima - Atlético Bucaramanga - Once Caldas - Independiente Medellin - Unión Magdalena | - Atlético Nacional - Deportivo Pereira - América de Cali - Cucuta Deportivo - Deportes Quindio - Deportivo Cali - Atlético Junior |

## Compétition
Le barème utilisé pour établir le classement est le suivant :
- Victoire : 2 points
- Match nul : 1 point
- Défaite : 0 point

### Tournoi Ouverture

#### Classement
| Rang | Équipe                 | Pts | J  | G  | N  | P  | Bp | Bc | Diff |
| ---- | ---------------------- | --- | -- | -- | -- | -- | -- | -- | ---- |
| 1    | América de Cali        | 38  | 26 | 15 | 8  | 3  | 42 | 21 | +21  |
| 2    | CD Los Millonarios     | 35  | 26 | 14 | 7  | 5  | 46 | 28 | +18  |
| 3    | Atlético Nacional      | 33  | 26 | 13 | 7  | 6  | 41 | 32 | +9   |
| 4    | Deportivo Cali         | 29  | 26 | 11 | 7  | 8  | 35 | 22 | +13  |
| 5    | Deportes Quindío       | 27  | 26 | 9  | 9  | 8  | 28 | 29 | -1   |
| 6    | Unión Magdalena        | 27  | 26 | 9  | 8  | 8  | 23 | 28 | -5   |
| 7    | Cúcuta Deportivo       | 25  | 26 | 9  | 7  | 10 | 30 | 36 | -6   |
| 8    | Deportivo Pereira      | 24  | 26 | 6  | 12 | 8  | 29 | 32 | -3   |
| 9    | Independiente Santa Fe | 23  | 26 | 6  | 11 | 9  | 36 | 40 | -4   |
| 10   | Atlético Bucaramanga   | 23  | 26 | 7  | 9  | 10 | 29 | 37 | -8   |
| 11   | Independiente Medellín | 22  | 26 | 7  | 8  | 11 | 26 | 36 | -10  |
| 12   | Atlético JuniorT       | 21  | 26 | 6  | 9  | 11 | 19 | 26 | -7   |
| 13   | Once Caldas            | 20  | 26 | 7  | 6  | 13 | 32 | 41 | -9   |
| 14   | Deportes Tolima        | 19  | 26 | 6  | 7  | 13 | 21 | 29 | -8   |

- Les deux premiers obtiennent leur billet pour les demi-finales du Cuadrangular, quel que soit leur résultat lors du tournoi Clôture.

### Tournoi Clôture

#### Classement
Groupe A :
| Rang | Équipe             | Pts | J  | G | N  | P  | Bp | Bc | Diff |
| ---- | ------------------ | --- | -- | - | -- | -- | -- | -- | ---- |
| 1    | Deportes Quindío   | 25  | 21 | 8 | 9  | 4  | 33 | 31 | +2   |
| 2    | Deportivo Cali     | 23  | 21 | 9 | 5  | 7  | 32 | 26 | +6   |
| 3    | Unión Magdalena    | 23  | 21 | 9 | 5  | 7  | 24 | 25 | -1   |
| 4    | Atlético Nacional  | 21  | 21 | 8 | 5  | 8  | 28 | 27 | +1   |
| 5    | Cúcuta Deportivo   | 21  | 21 | 5 | 11 | 5  | 29 | 33 | -4   |
| 6    | CD Los Millonarios | 19  | 21 | 5 | 9  | 7  | 20 | 25 | -5   |
| 7    | América de Cali    | 18  | 21 | 8 | 2  | 11 | 31 | 30 | +1   |

Groupe B :
| Rang | Équipe                 | Pts | J  | G  | N | P | Bp | Bc | Diff |
| ---- | ---------------------- | --- | -- | -- | - | - | -- | -- | ---- |
| 1    | Deportes Tolima        | 27  | 21 | 10 | 7 | 4 | 29 | 20 | +9   |
| 2    | Atlético JuniorT       | 24  | 21 | 8  | 8 | 5 | 34 | 29 | +5   |
| 3    | Once Caldas            | 21  | 21 | 8  | 5 | 8 | 32 | 32 | 0    |
| 4    | Atlético Bucaramanga   | 20  | 21 | 7  | 6 | 8 | 23 | 25 | -2   |
| 5    | Independiente Santa Fe | 18  | 21 | 6  | 6 | 9 | 31 | 33 | -2   |
| 6    | Independiente Medellín | 18  | 21 | 6  | 6 | 9 | 25 | 29 | -4   |
| 7    | Deportivo Pereira      | 16  | 21 | 4  | 8 | 9 | 26 | 32 | -6   |

- Les quatre premiers du groupe A et les deux premiers du groupe B obtiennent leur billet pour les demi-finales du Cuadrangular.

### Demi-finales

#### Groupe A
| Rang | Équipe             | Pts | J | G | N | P | Bp | Bc | Diff |
| ---- | ------------------ | --- | - | - | - | - | -- | -- | ---- |
| 1    | América de Cali    | 9   | 6 | 4 | 1 | 1 | 12 | 1  | +11  |
| 2    | Atlético JuniorT   | 9   | 6 | 4 | 1 | 1 | 11 | 9  | +2   |
| 3    | CD Los Millonarios | 3   | 6 | 1 | 1 | 4 | 5  | 12 | -7   |
| 4    | Unión Magdalena    | 3   | 6 | 1 | 1 | 4 | 3  | 9  | -6   |

|  | Qualification pour le Cuadrangular |
|  | T: Tenant du titre                 |

#### Groupe B
| Rang | Équipe            | Pts | J | G | N | P | Bp | Bc | Diff |
| ---- | ----------------- | --- | - | - | - | - | -- | -- | ---- |
| 1    | Deportes Tolima   | 8   | 6 | 2 | 4 | 0 | 6  | 4  | +2   |
| 2    | Atlético Nacional | 7   | 6 | 2 | 3 | 1 | 8  | 4  | +4   |
| 3    | Deportivo Cali    | 6   | 6 | 2 | 2 | 2 | 10 | 9  | +1   |
| 4    | Deportes Quindío  | 3   | 6 | 0 | 3 | 3 | 3  | 10 | -7   |

|  | Qualification pour le Cuadrangular |

### Cuadrangular
| Rang | Équipe            | Pts | J | G | N | P | Bp | Bc | Diff |
| ---- | ----------------- | --- | - | - | - | - | -- | -- | ---- |
| 1    | Atlético Nacional | 8   | 6 | 3 | 2 | 1 | 7  | 6  | +1   |
| 2    | Deportes Tolima   | 6   | 6 | 2 | 2 | 2 | 10 | 9  | +1   |
| 3    | América de Cali   | 5   | 6 | 1 | 3 | 2 | 6  | 8  | -2   |
| 4    | Atlético JuniorT  | 5   | 6 | 1 | 3 | 2 | 10 | 10 | 0    |

|  | Qualification pour la Copa Libertadores 1982 |

## Bilan de la saison
| Championnat de Colombie de football 1981 |                              |
| Champion                                 | Atlético Nacional (4e titre) |
| Qualifications continentales             |                              |
| Copa Libertadores 1982                   | Atlético Nacional            |
| Copa Libertadores 1982                   | Deportes Tolima              |
| Promotions et relégations                |                              |
| Promus en Primera A                      | Aucun                        |
| Relégués en Primera B                    | Aucun                        |